# ダグウェイ実験場
ダグウェイ実験場（ダグウェイじっけんじょう、英語: Dugway Proving Ground ; DPG）は、アメリカ合衆国ユタ州ソルトレイクシティ南西約130キロメートル、ユタ試験訓練場の南21キロメートルで、グレートソルトレイク砂漠内に位置するアメリカ陸軍の施設である。総面積は約3230㎞2で、1500人ほどが生物兵器や化学兵器に対する防御を研究している。ダグウェイ試験場、ダグウェイ性能試験場、ダグウェイ試爆場、ダグウェイ細菌戦実験場、ダグウェー米軍基地、などの呼称も散見する。

## 沿革
1942年2月6日、大統領フランクリン・ルーズベルトは、公有地約513㎞2を陸軍省に割り当て、その6日後にダグウェイ実験場が創設された。

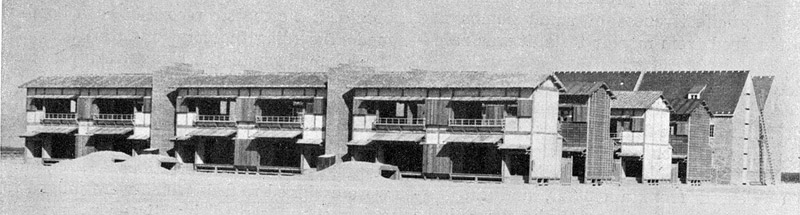
日本村（前方4列）とドイツ村（後方2列）、1943年

1943年2月から3月にかけて、アントニン・レーモンド協力のもと木造長屋12棟24戸と路地で日本の下町を正確に再現した「日本村」を構築した。5月から9月にかけて、焼夷弾を投下する実験を繰り返して落下軌道・発火範囲・燃え方・消火にかかる時間など詳細なデータを記録した。得られたデータは1945年3月の東京大空襲に反映した。同様にドイツの建物を再現した「ドイツ村」も構築した。
アメリカ原子力委員会や軍とつながりの深い医師のジョゼフ・ハミルトンは、マンハッタン計画の業務管理役を務めるケネス・ニコルズにあてた1946年12月31日付の書簡で人里離れた場所での放射能戦争の大型研究を提案し、軍に採択された。1949年から1952年にかけて研究の一環として当実験場化学隊が極秘に65回実験し、480兆ベクレルを超える量の放射性タンタルが大気中に放出された。この事実は1993年に公開された。
1968年3月、羊の大量死事件と関連が指摘された。
1991年10月15日、場内で超高エネルギー宇宙線オーマイゴッド粒子が検出された。

1991年、731部隊の通称号で知られる日本の関東軍防疫給水部本部に関する生体実験を含む「ダグウェイ文書」と呼称される調査報告書が、当実験場で発見された。戦後まもない時期にアメリカ軍が日本で4次にわたって調査し、日本の医学者の協力を得てまとめた「英文の完全なレポート」で、NHK取材班の情報公開請求により所在が明らかとなった。
2001年12月13日付『ワシントン・ポスト』は、1992年頃から当実験場で空中散布可能な高純度で兵器水準の炭疽菌を開発して生産していた、と報じた。同日付『ニューヨーク・タイムズ』は、製造は1998年頃であったとした。
当実験場での定期的な在庫調査の際、猛毒の神経ガスVXガスが1ミリリットル未満入った薬びん1本が所在不明となり、施設が一時閉鎖されたが、2011年1月27日午前3時に研究室の中で発見された、と同日アメリカ陸軍が公表した。
2005年以降、炭疽菌の生きた標本を国内19州、首都ワシントンD.C.、カナダ、イギリス、大韓民国の米軍基地、日本、オーストラリアの延べ6か国69研究施設に「うっかりして」誤送付していた。キャンプ座間にも2005年に誤送付され、2009年に処分された。これらの事実は2015年になってアメリカ国防総省報道官によって明らかにされた。

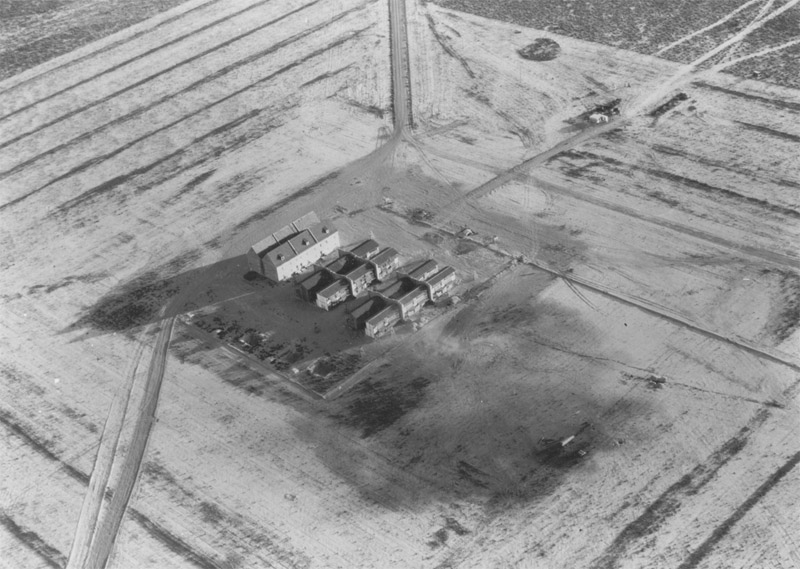
日本村とドイツ村の航空写真、1943年
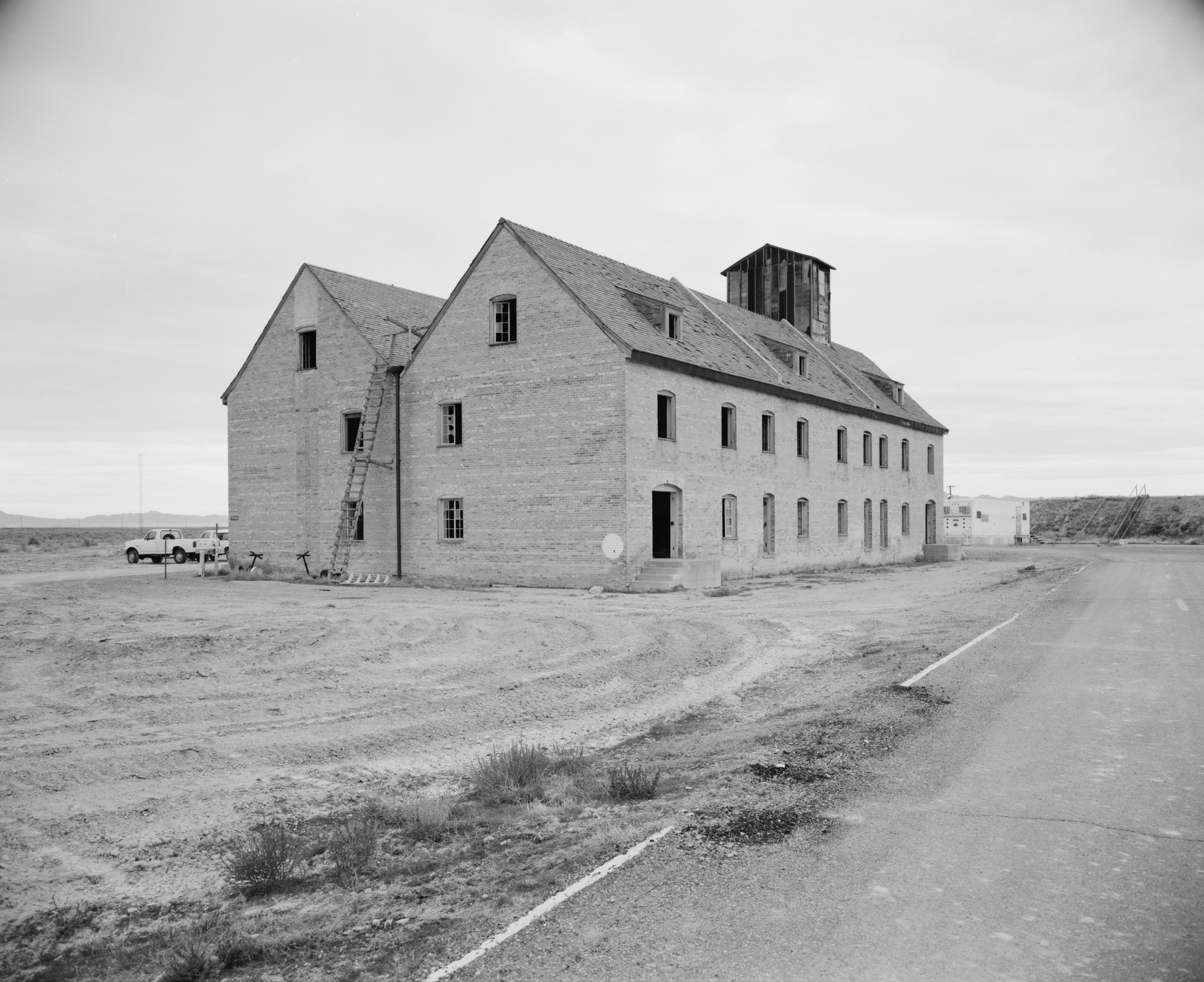
ドイツ村
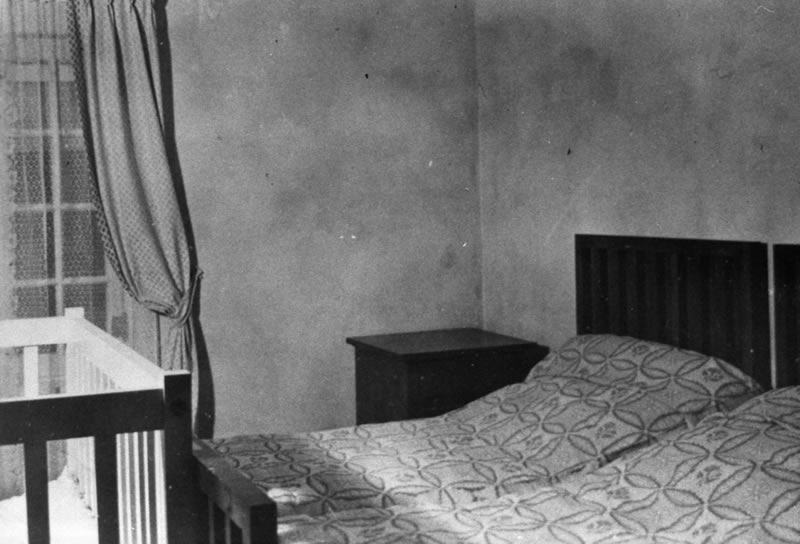
ドイツ村の建物内部、1943年
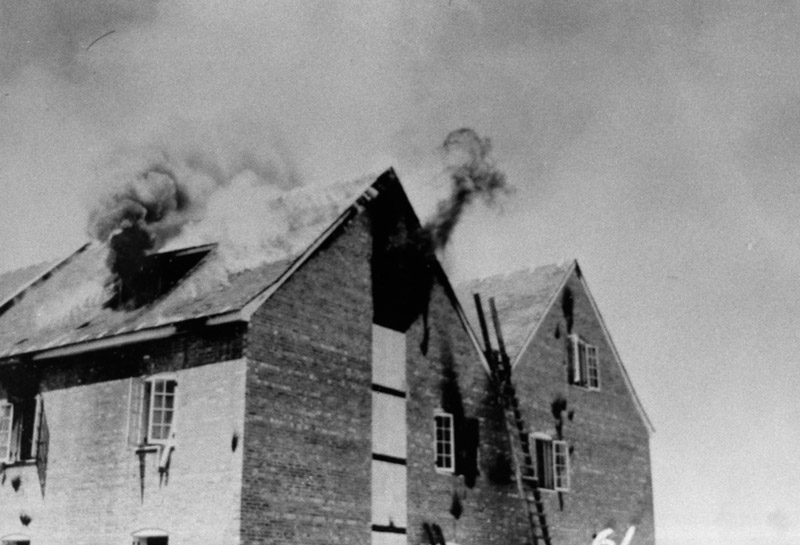
ドイツ村でのM69焼夷弾投下実験、1943年